# 브라이언 덩클먼
브라이언 덩클먼(Brian Dunkleman, 1971년 9월 25일 ~ )은 미국의 배우이다. 2002년에는 라이언 시크레스트와 함께 《아메리칸 아이돌 시즌1》을 진행하였다.